# 佐藤庄太郎
佐藤 庄太郎（さとう しょうたろう、1870年3月11日（明治3年2月10日）- 1954年（昭和29年）4月29日）は、明治後期から昭和前期の農業経営者、実業家、政治家。衆議院議員、福島県石城郡神谷村長。旧姓・渡辺、横山。

## 経歴
陸奥国磐城郡泉崎村（福島県石城郡草野村泉崎、平市を経て現いわき市平泉崎）で、庄屋・渡辺市重郎の三男として生まれる。同郡大野村の横山家の養子となるが、事情により1884年（明治17年）同郡神谷村大字中神谷（平市を経て現いわき市平中神谷）の農業、酒造業・佐藤昌三郎の養子となる。大野小学校を経て神谷小学校を卒業。平中学校に進むが、同校が郡山中学校と合併して廃校となり中退。同郡平窪村、室直養の培根塾に入り漢学を学んだ。1898年（明治31年）家督を相続し、家業の農業、酒造業を営む。
18歳で自由民権運動に加わり、24歳で神谷村会議員に選出された。石城郡連合組合町村会議員、石城郡会議員、平町会議員などを務めた。1915年（大正4年）福島県会議員に選出され、同県政調査会特別委員会長にも在任。また、立憲政友会福島支部常任幹事、同支部幹事長、政友会本部党務委員なども歴任した。1932年（昭和7年）2月、第18回衆議院議員総選挙（福島県第3区、立憲政友会公認）で当選し、衆議院議員に1期在任した。
実業界では、1912年（大正元年）平信託 (株) を設立して支配人に就任。その他、好間製糸取締役、平炭礦監査役、東海炭礦取締役、只見川電気取締役、磐城木材取締役、平電力監査役、東部信託監査役などを務めた。
1936年（昭和11年）神谷村長に就任して2期10年間在任し、農業会長、産業組合長、健康保険組合長も兼務して、村政の発展のため日夜尽力した。

## 国政選挙歴
- 第15回衆議院議員総選挙（福島県第4区、1924年5月、立憲政友会公認）落選[9]
- 第17回衆議院議員総選挙（福島県第3区、1930年2月、立憲政友会公認）落選[10]
- 第18回衆議院議員総選挙（福島県第3区、1932年2月、立憲政友会公認）当選[8]

## 著作
- 『万国議院会議への旅』佐藤庄太郎、1936年。

## 親族
- 妻 佐藤ノブ（養父長女）[7]